# ويلهلم روس
ويلهلم روس هو سياسي فنلندي، ولد في 3 يوليو 1858، وتوفي في 10 ديسمبر 1944. نشط حزبياً في حزب الشعب السويدي. وقد انتخب عضو برلمان فنلندا ‏.